# شکاف:برنده بشی زنده میمونی
کر‌ک که با نام شکاف برنده بشی زنده میمونی نیز شناخته می شود (به انگلیسی: Crakk) ، یک فیلم هندی هندی زبان ورزشی فیلم اکشن به نویسندگی و کارگردانی مشترک آدیتیا دات و تهیه‌کنندگی ویدیوت جاموال و عباس سید زیر مجموعه فیلم های اکشن قهرمان است.  ویدیوت جاموال، آرجون رامپال، نورا فاتحی و امی جکسون در این فیلم به ایفای نقش پرداخته اند.  این فیلم به عنوان اولین فیلم اکشن ورزش های شدید در هند نامگذاری شده است.
"کرک" در ۲۳ فوریه ۲۰۲۴ منتشر شد و نظرات متفاوت تا منفی منتقدان را دریافت کرد.

## فرض
سیذارت "سیدو" دیکسیت، یک زاغه نشین در بمبئی، وارد رشته یک مسابقه ورزشی بقای زیرزمینی به سرپرستی توسعه دهنده، می شود تا حقیقت را در مورد برادر گمشده خود نیهال دیکسیت آشکار کند.

## بازیگران
- ویدیوت جاموال به عنوان  سیدارت [۱۱]
- آرجون رامپال در نقش توسعه دهنده[۱۲] * نورا فاتحی در نقش علیا[۱۳]
- امی جکسون در نقش پاتریشیا نواک
- راجندرا سیساتکار در نقش پدر سیدهو
- شالاکا پاوار در نقش مادر سیدهو
- آنکیت موهان در نقش نیهال دیکسیت، برادر سیدهو
- بیجی آناند در نقش مارک، پدر خوانده دیو
- جیمی لور در نقش جنایده
- مایکل اووسو در نقش زک
- کایلاش پال در نقش مرد بالون

""ظاهر کمئو در آهنگ اتاق اتاق
- پوجا ساوانت[۱۴] در نقش روکمینی میترا[۱۵]

## تولید

### فیلمبرداری
ویدیوت جاموال تحت عنوان تولید خود فیلم های اکشن قهرمانی، با آدیتیا دات در این فیلم همکاری کرد.

### ریخته گری
ژاکلین فرناندز قرار بود با جاموال جفت شود، اما به دلیل اختلافات خلاقانه نورا فاتحی جایگزین او شد.

## انتشار
"کرک" در ۲۳ فوریه ۲۰۲۴ منتشر شد.

## پذیرایی

### پاسخ انتقادی
داوال روی از "تایمز هند ۲.۵/۵ ستاره داد و نوشت: "شکاف برنده بشی زنده میمونی در جبهه اکشن هیجان انگیز ارائه می دهد و نگاهی تازه به دنیای ورزش های شدید را ارائه می دهد. با این حال، اتکای آن به داستان‌های قابل پیش‌بینی و داستانی تا حدی کم‌کم ممکن است شما را بیشتر بخواهد». گانش  آاگلاو از اولین پست ۲.۵/۵ ستاره داد و نوشت: "کرک در اکشن و بدلکاری بسیار بالاست، اما فاقد هیجان است و چندین بار صبر شما را آزمایش می کند".
هونگاما بالیوود ۲/۵ ستاره داد و سکانس های اکشن، مفهوم و جنبه های فنی آن را تحسین کرد، اما از فیلمنامه و زمان اجرای آن انتقاد کرد.  ریشیل جوگنی از ویلا صورتی ۲/۵ ستاره داد و نوشت: "علیرغم اینکه پیشرفتی از نظر  اکشن در فیلم‌های هند، کراک به یک فیلم غیرقابل جبران ختم می‌شود. نقد: اکشن هیجان انگیز ویدیوت جاموال به عنوان تنها عامل بازخرید کننده در این فیلم غیرقابل جبران ختم می شود.
سونیل ددیا از اخبار۱۸ ۱/۵ ستاره داد و نوشت: "بازی اکشن ویدیوت جاموال و آرجون رامپال نسخه ای ارزان و بی ارزش از "بازی ماهی مرکب" است. مایور ساناپ از ردیف دات کام یک ستاره از پنج ستاره نمره داد و نوشت: "بدون هیچ ویژگی بازخریدی، کرک یک مزخرف مطلق است.